# アマンダ・マクブルーム
アマンダ・マクブルーム（Amanda McBroom、1947年8月9日 - ）は、アメリカ合衆国のシンガーソングライター兼女優。

## 解説
作詞作曲した作品の中でも、映画『ローズ』でベット・ミドラーが歌った「ローズ」が特に知られており、数多くのアーティストたちによってカバーされている。映画『リトルフット』シリーズや『バルト 新たなる旅立ち』、映画『娼婦ベロニカ』のミュージカル版である『Dangerous Beauty』（2011年2月初演）などの劇中歌などを含め、ソングライターのミシェル・ブラウアマンに詞を提供した作詞家としての仕事でも知られている。
マクブルームは、ミュージカル『ジャック・ブレルは今日もパリに生きて歌っている』のニューヨーク、ロサンゼルス、サンフランシスコ、ヨーロッパ公演で主役を務め、サイ・コールマンとドロシー・フィールズのミュージカル『Seesaw』でブロードウェイにデビューした。
父は、俳優のデイヴィッド・ブルース (David Bruce)。

## 出演
女優としてマクブルームは、いろいろなテレビ・ドラマのシリーズにもゲスト出演、レギュラー出演をしており、出演作品には、『刑事スタスキー&ハッチ』、『新スタートレック』（第35話「人間の条件 (The Measure of a Man)」）、『探偵ハート&ハート』、『Taxi』、『チャーリーズ・エンジェル』、『探偵レミントン・スティール』、『ハワイ5-0』、『私立探偵マグナム』、『M*A*S*H』、『事件記者ルー・グラント』、『Love, American Style』、『Gunsmoke』などがある。また、子ども向けのアニメ番組の声優もしており、『Wildfire』、『The Fonz and the Happy Days Gang』、『Challenge of the GoBots』、『The Smurfs』、『Super Friends』、『en:The Richie Rich/Scooby-Doo Show and Scrappy Too!』などで声優を務めている。